# 対馬西山寺ユースホステル
対馬西山寺ユースホステル（つしませいざんじユースホステル）は日本ユースホステル協会に加盟していた長崎県のユースホステル。
2012年6月30日でユースホステルとしては閉館し、以後は宿坊として営業している。以下は閉館時の情報。

## 設備
- グループで一室利用可
- 余裕があればグループで一室利用可
- 駐車場あり
- 駐輪場あり
- 荷物預かりあり
- クレジットカード可
- 周辺にスポーツ施設あり
- 周辺に温泉あり

## アクセス
- 博多港から船で対馬行4時間（ジェットフォイル2時間）厳原港下船 徒歩10分 または対馬空港からバスで30分ティアラ前下車 徒歩5分